# Henri Guissou
Henri Guissou, né le 17 novembre 1910 à Koudougou (Haut-Sénégal-et-Niger, aujourd'hui Burkina Faso) et mort le 22 mai 1979 à Koudougou (Haute-Volta), est un homme politique et diplomate burkinabé. 

## Biographie
Il fut sénateur de la Côte d'Ivoire de 1947 à 1948, puis député de la Haute-Volta à l'Assemblée nationale de 1949 à 1959. Il est par la suite ambassadeur du nouvel État de Haute-Volta, à l'Organisation des Nations unies de février à mai 1961, à Paris de 1961 à 1964 et de 1966 à 1976, et à Bonn (RFA) de 1964 à 1966. 
Il est le père de la femme politique Joséphine Ouédraogo.